# Église Saint-Louis de Montcabrier
Pour les articles homonymes, voir Saint-Louis et Église Saint-Louis.
L'église Saint-Louis de Montcabrier est une église catholique située à Montcabrier dans le département du Lot, en France.

## Historique
En 1287, Amalvin de Pestilhac a passé un accord de paréage pour toute sa seigneurie avec le roi de France. Le sénéchal de Quercy Guy de Cabrier a alors fondé dans l'honneur de Pestilhac une bastide à laquelle il a donné son nom, Montcabrier. Il lui a donné des coutumes le 7 février 1298.
Les relations entre les habitants de Pestilhac avec ceux de Montcabrier, entre les seigneurs de Pestilhac avec le roi de France sont vite devenues mauvaises. En 1302, Amalvin de Pestillac se plaint d'incidents graves. Il se plaint que les habitants de Montcabrier ont aidé des officiers du roi à s'emparer de Pestilhac. C'est probablement cette opposition permanente qui va conduire Amalvin de Pestillac à rejoindre le parti du roi d'Angleterre. Il a été déclaré rebelle au roi de France en 1342. En 1346, il est allé à Bordeaux pour accueillir le comte de Derby. Pendant vingt ans il a pillé le pays. Revenant du siège de Domme, sa troupe est interceptée par celle de Montcabrier ou Marminiac au Budge de Guerre, à Pomarède. Reconnu, il a été tué puis les vainqueurs sont allés prendre le castrum de Pestilhac et l'ont détruit.
L'église a dû être construite en même temps que les restes de la bastide, entre 1287 et 1298, comme semblent le montrer les chapiteaux des chapelles qui sont semblables à ceux du massif occidental de la cathédrale de Cahors. Le portail occidental a été construit dans les années 1290 ou au début du XIVe siècle. Louis IX a été canonisé par le pape Boniface VIII le 4 août 1297 sous le nom de « saint Louis de France ».
En 1356, un nouvel accord est nouvel passé annulant une partie de celui de 1287. Les Pestilhac sont redevenus les seuls seigneurs du castrum de Pestilhac.
Les voûtes des deux chapelles sont reconstruites au XVe siècle. Montcabrier supplante Pestilhac et devient le siège d'un archiprêtré.
Les voûtes de la nef sont refaites et de nouvelles fenêtres sont percées au XVIIIe siècle. On ajoute la sacristie derrière le chœur.
En 1889 la foudre détruit le clocher et la couverture de la première travée. On a alors décidé de démolir la première travée et de démonter la façade occidentale pour la remonter contre la deuxième travée. Ces travaux ont été effectués à la fin du XIXe siècle par l'entreprise Crespel de Puy-l'Évêque. 
L'édifice est inscrit au titre des monuments historiques en 1925 et 2003,.
Plusieurs objets sont référencés dans la base Palissy.